# Gävle församling
Gävle församling är en församling i Gästriklands kontrakt i Uppsala stift i Gävle kommun i Gävleborgs län. Församlingen omfattar större delen av Gävle och utgör ett eget pastorat.

## Administrativ historik
Församlingen bildades omkring 1400 genom en utbrytning ur Valbo församling med namnet Gefle församling, 1902 namnändrat till Gävle församling och namnändrat till Gävle Heliga Trefaldighets församling 1 maj 1916. 
Församlingen utgjorde till 1602 ett eget pastorat, för att därefter till 3 juli 1849 vara moderförsamling i pastoratet Gävle och Valbo. Från 3 juli 1849 till 2014 utgjorde församlingen ett eget pastorat. 1 maj 1916 utbröts Gävle Staffans församling och 1978 Gävle Tomas församling och Gävle Maria församling. Gävle Tomas församling återuppgick i denna församling 2010. Från 2014 till 2021 ingick församlingen i Gävle pastorat. Församlingen införlivade 2021 församlingarna i pastoratet: Gävle Staffans församling, Gävle Maria församling och Bomhus församling och utgör därefter ett eget pastorat. I samband med detta ändrades församlingens namn till Gävle församling. Församlingen blev den största i Uppsala stift till folkmängd och hela Svenska kyrkans största församling till medlemsantal.

## Kyrkoherdar
| Ämbetstid  | Namn                           | Levnadstid | Övrigt                                             |
| ---------- | ------------------------------ | ---------- | -------------------------------------------------- |
| 1520-talet | Canutus                        |            |                                                    |
| 1550, 1556 | Nicolaus Olai Helsingius       |            |                                                    |
| 1559       | Ericus                         |            |                                                    |
|            | Olaus Nicolai Helsingius       | –          |                                                    |
| 1562–1571  | Martinus Olai Gestricius       | –1585      | Senare biskop i Linköpings stift.                  |
| 1570–1577  | Andreas Laurentii Björnram     | –1591      | Senare ärkebiskop i Uppsala stift.                 |
| 1578–1581  | Laurentius                     |            |                                                    |
| 1581–1589  | Olaus Stephani Bellinus        | 1515–1618  | Senare biskop i Västerås stift.                    |
| 1590–1603  | Olaus Andreae                  | –1603      |                                                    |
| 1604–1646  | Johannes Olai Anthelius        | –1646      | Kontraktsprost.                                    |
| 1646–1652  | Olaus Jonæ Skough              | 1604–1661  | Senare kyrkoherde i Jakob och Johannes församling. |
| 1648–1668  | Olaus Christophori Aurivillius | 1603–1668  | Kontraktsprost.                                    |
| 1669–1684  | Petrus Fontelius               | 1622–1684  | Kontraktsprost.                                    |
| 1684–1690  | Georg Wallin den äldre         | 1644–1723  | Senare superintendent i Härnösands stift.          |
| 1690–1725  | Johan Henric Schaefter         | 1657–1725  |                                                    |
| 1726–1739  | Anders Westerman               | 1672–1739  |                                                    |
| 1740–1762  | Simon Melander                 | 1684–1762  | Kontraktsprost.                                    |
| 1764–1789  | Eric Tegman                    | 1710–1789  | Kontraktsprost.                                    |
| 1790–1808  | Olof Eneroth                   | 1744–1808  | Kontraktsprost.                                    |
| 1808–1842  | Johan Lundström                |            | Kontraktsprost.                                    |

### Komministrar
| Ämbetstid | Namn                        | Levnadstid | Övrigt                                              |
| --------- | --------------------------- | ---------- | --------------------------------------------------- |
| 1593      | Ericus Johannis             |            |                                                     |
| 1593      | Laurentius Andreae          |            |                                                     |
| 1602      | Nicolaus                    |            |                                                     |
| 1610      | Jonas Olai                  |            |                                                     |
|           | Steno Danielis              |            | Senare kyrkoherde i Boteå församling.               |
| 1627      | Andreas Olai Vretensis      |            |                                                     |
| –1645     | Johan Campanius             |            |                                                     |
| 1628–1648 | Olof Hoffman                |            | Senare kyrkoherde i Harmångers församling.          |
| 1649–1661 | Laurentius Petri Watlangius |            | Senare kyrkoherde i Ljusdals församling.            |
| 1658–1678 | Lars Jacobi Norelius        |            | Senare kyrkoherde i Norrala församling.             |
| 1663–1670 | Lars Cabbaeus               |            | Senare kyrkoherde i Vänge församling.               |
| 1673–     | Jonas Olai Gawelström       |            |                                                     |
| 1668–1681 | Petrus Erasmi Gawalin       |            | Senare kyrkoherde i Hamrånge församling.            |
| 1679–     | Johan P. Insulander         | –1697      |                                                     |
| 1685–1704 | Haquin Netzelius            |            | Senare kyrkoherde i Årsunda församling.             |
| –1692     | Olof Joh. Holmer            |            | Senare kyrkoherde i Åkers församling.               |
| 1698–     | Olof Jonae Lexelius         | –1710      | Senare komminister i Jakob och Johannes församling. |
| 1700–1718 | Lars L. Norelius            |            | Senare kyrkoherde i Hamrånge församling.            |
| 1704–1726 | Johan G. Schirman           |            | Senare kyrkoherde i Söderala församling.            |
| 1714–1734 | Enhard A. Holmqvist         |            | Senare kyrkoherde i Ockelbo församling.             |
| 1726–1729 | Nils Sundius                | 1687–1761  | Senare kyrkoherde i Nora församling.                |
| 1729–1752 | Olof Jernberg               |            | Senare kyrkoherde i Färnebo församling.             |
| 1734–1757 | Pehr Stocksell              |            | Senare kyrkoherde i Nora församling.                |
| 1753–1760 | Joan Sv. Ferlander          | 1710–1760  |                                                     |
| 1759–1773 | Georg M. Fant               |            | Senare kyrkoherde i Västerlövsta församling.        |
| 1761–1772 | Olof Bäckenberg             | 1721–1772  |                                                     |
| 1773–1788 | Bernhard Roland Printz      |            | Senare kyrkoherde i Lillkyrka församling.           |
| 1774–1782 | Lars A. Ahlgren             | 1734–1782  |                                                     |
| 1784–1793 | Hans Lindlöf                |            | Senare kyrkoherde i Järvsö församling.              |
| 1789–1801 | Anders Hedman               |            | Senare kyrkoherde i Ovansjö församling.             |
| 1794–1825 | Johan Renvall               | 1755–1825  |                                                     |
| 1801–1810 | Johan Theodor Norling       |            | Senare kyrkoherde i Funbo församling.               |
| 1811–1819 | Daniel Axner                |            | Senare kyrkoherde i Nora församling.                |
| 1819–1826 | Olof Er. Nordforss          |            | Senare kyrkoherde i Färila församling.              |
| 1826–1837 | Hans Egnell                 |            | Senare kyrkoherde i Arbrå församling.               |
| 1827–1834 | Gabriel Julius Nordqvist    | 1791–1834  |                                                     |
| 1836–     | Carl Östrand                | 1802-      |                                                     |
| 1838–     | Eric Bergstén               | 1802–      |                                                     |

## Organister
| Period    | Namn                     | Levnadstid | Övrigt    |
| --------- | ------------------------ | ---------- | --------- |
| 1631      | Lars                     |            | Organist  |
| 1653      | Andreas Georgii          |            | Organist  |
| 1652–1664 | Petter Dijkman d. ä      | –1669/70   | Organist  |
| 1676      | Daniel Gregory           |            | Organist  |
| 1676–1680 | Lüdert Dijkman den äldre | 1648–1717  | Organist  |
| 1680      | Dionysius Gjertschou     |            | Organist  |
| 1700–1711 | Michel Creuts            | –1711      | Organist  |
| 1711–1714 | Anders Creuss            |            | Organist  |
| 1714–1717 | Zacharias Holmberg       | –1717      | Organist  |
| 1717–1736 | Gustaf Daniel Blom       | –1741      | Organist  |
| 1736–     | Carl Amnelius            |            | Organist  |
| 1776–1781 | Anders Wesström          | 1720–1781  | Organist  |
| 1781–1786 | Johan Ström              | –1786      | Organist  |
| 1788–1844 | Carl Johan Moberger      | 1763–1844  | Organist  |
| 1870–     | Wilhelm Björkgren        | 1847–1917  |           |
| 1905–     | Johan Olof Lindberg      | 1870–1931  |           |
| 1916–1955 | Gottfrid Berg            | 1889–1970  |           |
| 1955–1964 | Gunnar Thyrestam         | 1900–1984  | Organist. |
| 2014–2024 | Joakim Andersson         | 1990–      |           |

## Kyrkor
- Heliga Trefaldighets kyrka
- Böna kapell
- Lövgrunds kapell
- Strömsbro kyrka
- Tomaskyrkan
- Staffans kyrka
- Hemlingby kyrka
- Mariakyrkan
- Björsjökyrkan
- Bomhus kyrka